# Laneia
Laneia (scritto anche Lania; in greco Λάνεια? o Λάνια; in turco Lanya) è una comunità ai piedi del monte Troodos sulla strada principale da Limassol a Troodos, a circa 26 km da Limassol, a Cipro. Laneia è uno dei principali paesi produttori di vino del paese.
Secondo la tradizione, Laneia prende il nome da Lana, figlia del dio greco del vino e del piacere, Dioniso. Questo indica le profonde radici del paese nel campo della viticoltura e della vinificazione. Il paese è noto per l'alta qualità delle sue uve e dei suoi vini.

## Leggenda
Una leggenda narra che all'epoca in cui Enrico I era re di Francia, i vigneti del paese da cui veniva prodotto lo champagne furono distrutti da malattie. Il re andò alla ricerca di piante sane, che trovò nella casa di Rousos di Laneia. Le vigne sane furono caricate su una nave, trasportate in Francia e utilizzate per ripiantare i vigneti dello Champagne.

## Oggi
Gli abitanti del villaggio si occupano della coltivazione e della produzione di prodotti legati al vino tra cui Zivania, Commandaria e Soutzoukos. Tra le strade fiorite e l'architettura tradizionale si trova la chiesa del paese, dedicata a Santa Maria. Nella chiesa è esposta l'Icona di Santa Maria di Valanas, uno dei dipinti più antichi del mondo.
A Laniea si trova un antico e autentico Linos, un torchio, anticamente utilizzato nella produzione del Commandaria. L'ingresso del paese è dominato dall'antica fontana da cui i paesani prendevano l'acqua potabile e che ancora oggi riporta alla memoria i tempi passati.